# صالح بن کیسان
صالح بن کَیسان مَدَنی (حدود ۶۶۰ - درگذشت ۷۵۷م) فقیه حجازی بود که بیش از صدسال عمر کرد. آموزگار کودکان عمر بن عبدالعزیز گماشته شد. از فقیهان مدینه شمرده می‌شود که میان حدیث و فقه را جمع کردند. او را از روایان موثق در حدیث می‌دانند.